# Перюс-Вьей
Перю́с-Вьей (фр. Peyrusse-Vieille) — коммуна во Франции, находится в регионе Юг — Пиренеи. Департамент — Жер. Входит в состав кантона Монтескью. Округ коммуны — Миранд.
Код INSEE коммуны — 32317.

## География
Коммуна расположена приблизительно в 610 км к югу от Парижа, в 105 км западнее Тулузы, в 33 км к западу от Оша.
На северо-востоке коммуны протекает река Дуз и расположено озеро Сен-Жан.

## Климат
Климат умеренно-океанический. Лето жаркое и немного дождливое, температура часто превышает 35 °С. Зимой часто бывает отрицательная температура и ночные заморозки. Годовое количество осадков — 700—900 мм.

## Население
Население коммуны на 2010 год составляло 70 человек.
| 1962 | 1968 | 1975 | 1982 | 1990 | 1999 | 2010 |
| ---- | ---- | ---- | ---- | ---- | ---- | ---- |
| 136  | 143  | 113  | 111  | 99   | 78   | 70   |

## Администрация
| Период | Период | Фамилия      | Партия | Примечания |
| ------ | ------ | ------------ | ------ | ---------- |
| 2001   | 2008   | Ив Мартинес  |        |            |
| 2008   | 2020   | Робер Бордер |        |            |

## Экономика
В 2010 году среди 38 человек трудоспособного возраста (15-64 лет) 28 были экономически активными, 10 — неактивными (показатель активности — 73,7 %, в 1999 году было 85,4 %). Из 28 активных жителей работали 23 человека (12 мужчин и 11 женщин), безработных было 5 (2 мужчин и 3 женщины). Среди 10 неактивных 1 человек был учеником или студентом, 8 — пенсионерами, 1 был неактивным по другим причинам.

## Достопримечательности
- Церковь Св. Андрея (XI век). Исторический памятник с 1949 года[4]
- Обсерватория на озере Сен-Жак